# Каминский, Анатолий Владимирович
Анато́лий Влади́мирович Ками́нский (укр. Анато́лій Володи́мирович Камі́нський; род. 15 марта 1950, Балей, Балейский район, Читинская область, РСФСР, СССР) — государственный и политический деятель Приднестровской Молдавской Республики. Председатель Верховного Совета Приднестровской Молдавской Республики IV—V созывов с 22 июля 2009 по 13 июня 2012. Председатель Центрального совета партии «Обновление» с 2010 по 2012.

## Биография
Родился 15 марта 1950 в городе Балей Читинской области РСФСР. По национальности — украинец.

### Образование
В 1977 окончил Одесский технологический институт пищевой промышленности имени М. В. Ломоносова по специальности «инженер-механик». 

### Трудовая и политическая деятельность
С 1969 по 1971 проходил срочную службу в рядах Советской армии. Член ВЛКСМ (1964—1978) и КПСС (1978—1991).
Трудовую деятельность начал на Леовском сыродельном заводе Молдавской ССР, где проработал в должности руководителя с 1977 по 1981.
С 1981 по 1983 — инструктор организационного отдела Леовского районного комитета Коммунистической партии Молдавии.
Трудовую деятельность продолжил на Рыбницком молочном комбинате заместителем директора. В июне 1985 возглавил предприятие.
С марта 1990 по май 1992 — Председатель Исполкома Городского Совета народных депутатов города Рыбница. Возглавлял штаб по обороне Рыбницы и Рыбницкого района, участник боевых действий по защите Приднестровской Молдавской Республики.
Делегат I и II чрезвычайных съездов народных депутатов всех уровней Приднестровья. Депутат Временного Верховного Совета ПМР. С 1990 по 2000 — депутат Рыбницкого городского Совета народных депутатов.
С 2000 по 2012 — депутат Верховного совета Приднестровской Молдавской Республики III—V созывов, заместитель Председателя Верховного Совета III (2000—2005) и IV (2005—2009) созывов.
С 22 июля 2009 по 13 июня 2012 — Председатель Верховного Совета Приднестровской Молдавской Республики.
10 июля 2010 на II съезде партии «Обновление» избран её председателем.
12 декабря 2010 был избран депутатом Верховного совета Приднестровской Молдавской Республики V созыва. 29 декабря 2010 избран Председателем Верховного совета V созыва.
17 сентября 2011 выдвинут кандидатом в президенты Приднестровской Молдавской Республики от партии «Обновление» на выборах, по итогам которых набрал 65 331 голосов (26,30 %) в первом туре и 44 071 голосов (19,6 %) во втором туре, заняв второе место в каждом туре.

### Персона нон грата
Согласно положению Европейской комиссии 2005/147/CFSP, Анатолию Каминскому, а также другим лидерам ПМР запрещен въезд в страны ЕС.

## Семья
Женат, супруга — Людмила Петровна Каминская.
- дочь: Светлана (род. 1977)
- сын: Владимир (род. 1982)

## Награды
награды Приднестровской Молдавской Республики
- Орден «Трудовая слава»
- Орден «Почета»
- Орден «За заслуги» II степени[4]
- Медаль «Участнику миротворческой операции в Приднестровье»
- Медаль «За трудовую доблесть»

иностранные награды
- Орден Дружбы (2010, Южная Осетия)[5]
- Орден «Честь и слава» III степени (Абхазия)